# Vanzay

Vanzay este o comună în departamentul Deux-Sèvres, Franța. În 2009 avea o populație de 205 de locuitori.